# Septuagesima
Septuagesima, latin ’den sjuttionde’, är den första söndagen i förfastan och ligger söndagen före sexagesima. I Evangelisk-lutherska kyrkan i Finland har söndagen numera namnet Tredje söndagen före fastan.
Septuagesima är latinskt ord för "den sjuttionde". Man syftar i det här fallet på den sjuttionde dagen före påsk (nionde söndagen före påsk). Högtiden har även kallats "Dominica in septuagesima", eller "Dominica infra septuagesimam". 
Egentligen stämmer det inte, då söndagen septuagesima infaller på 64:e dagen före påsk. Olika förklaringar till detta har framförts och ingen tycks veta exakt hur högtiden fått sitt namn. Den ena förklaringen, som anses vara mest sannolik, är att man för söndagarna septuagesima (den sjuttionde), sexagesima (den sextionde), quinquagesima (den femtionde) etc. valt jämna tiotal för att få jämn talföljd. 
Den andra förklaringen, som också anses trolig, är att man med septuagesima påbörjar den föreskrivna fyrtio dagar långa fastan. Om man gör en sträng tolkning av reglerna för fastan, skall den pågå fyrtio dagar före påsk, utan att medräkna fastefria veckodagarna torsdag, lördag och söndag. 

## Svenska kyrkan
I Svenska kyrkan är den liturgiska färgen violett, blå eller grön. På altaret står blåa eller violetta blommor, och två tända ljus. Temat är "Nåd och tjänst".

### Texter
Söndagens tema enligt 2003 års evangeliebok är Nåd och tjänst. De bibeltexter som används för att belysa dagens tema är:
| Första årgången                                                         | Andra årgången                                               | Tredje årgången                                                          | Psaltarpsalm      |
| Jeremia 9:23–24 Första Korinthierbrevet 1:1–3 Matteusevangeliet 20:1–16 | Jona 3:10–4:11 Filipperbrevet 1:3–11 Lukasevangeliet 17:7–10 | Salomos vishet 11:22–26 Filipperbrevet 3:7–14 Matteusevangeliet 19:27–30 | Psaltaren 25:4–11 |

### Psalmer
Lista över psalmer som anknyter till Septuagesima.
- Verbums psalmbokstillägg (2003): 734 Tänk, vilken underbar nåd, 784 Brinnande hjärtan giv oss, o Gud, 789 Herre, din son var en timmerman.[3]
- Psalmer i 2000-talet: 821 Res oss upp igen, 884 Nåden är en vanlig dag, 907 Människa, ditt liv är stort, 916 Ge mig en plats där jag kan växa, 923 Tro kyrka, tro, 947 Gud, du andas genom allt.[3]

### Fotnoter
1. ↑  ”Septuagesima”. Svenska kyrkan. https://www.svenskakyrkan.se/troochandlighet/kyrkoarets-bibeltexter?helgdag=34. Läst 27 november 2015.
2. ↑   Den svenska psalmboken med tillägg. Stockholm: Verbum. 2005. sid. 1333–1337. Libris ht7wjxh8f3k4gcqk. ISBN 978-91-526-5515-3
3. 1 2 3  Karlsson, Karin (2019). Psalmernas väg. Kommentarer till text och musik i Den svenska psalmboken med tillägg samt Psalmer i 2000-talet. "4". Visby: Wessmans Musikförlag. sid. 261. Libris q1j17q8mn6hjtltg. ISBN 978-91-877-1069-8